# Dinastía muzafárida
Los muzafáridas fueron una familia suní de Irán, que estuvo en el poder desde 1314 hasta 1393.
Eran originarios de Jorasán, adquirieron importancia durante el Ilkanato persa

## El ascenso
Originarios de Jorasán, adquirieron importancia durante el Iljanato, cuando Sharaf al-Din al-Muzaffar fue nombrado en 1336 gobernador de Meybod —ciudad próxima a Yazd—, al morir ilján Abu Sa'id, que había conquistado la Persia meridional.
El hijo de Sharaf al-Dïn, Mubarriz al-Dïn Muhammad, tras una guerra con algunas tribus mongolas se apoderó de Kermán, localidad también deseada por Abū Isha, señor de Shiraz e Ispahán, quien atacó por ello a los muzafáridas, siendo derrotado y obligado a refugiarse en Ispahán. Fue asesinado por Mubariz al-Din. Con la conquista de Shiraz e Ispahán, todo el Irán occidental quedó bajo dominio muzafárida.
Mubariz al-Din se dirigió hacia Azerbaiyán, donde derrotó a la Horda de Oro en la ciudad de Tabriz, pero fue obligado a abandonarla por la intervención de la dinastía yalayérida, quienes ocuparon y retuvieron a la ciudad en su poder, pese a los intentos de los muzafáridas por recuperarla.  Mubariz al-Din tuvo fama de cruel y en 1363 fue sucedido por su hijo Jalāl al-Dïn Shāh Shujā.

## El reinado de Shāh Shuyā
Shāh Shuyā tuvo que luchar continuamente por controlar a sus hermanos durante un largo período de inestabilidad. En 1363 marchó contra su hermano Shāh Mahmūd de Ispahán, logrando firmar un tratado de paz. Sin embargo, al año siguiente, con el apoyo del sucesor de Jalaydiri, Uvaid invadió Fars y conquistó Shiraz, que no pudo ser recuperada por Shāh Mahmūd hasta el 1366. Shāh Mahmūd siguió jugando un papel importante en Irán, pues en 1374, al morir Uvaid, también reclamó la soberanía de Tabriz, ciudad que ocupó durante un breve período y, tras su muerte en 1375, ocupó Ispahán.
Shāh Shuyā estaba cerca de ocupar Tabriz cuando, por la rebelión en Ispahán de Shāh Yahya, uno de sus otros hermanos, tuvo que regresar a la ciudad. Al mismo tiempo tropas de la Horda de Oro invadieron el reino, aunque sin éxito, ya que fueron fácilmente derrotadas. Antes de su muerte, Shāh Shuyā designó como sucesor a su hijo Zayn al-´Ābidīn, pero la rebelión de Shāh Yahya no se detuvo.

## La decadencia
Desde su lecho de muerte Shāh Shuyā envió una carta a Tamerlán en la que se comprometía en la conquista de Azerbaiyán y garantizaba la lealtad eterna de su hijo y sucesor.
Cuando Zayn al-´Ābidīn asumió el poder, obvió la declaración de lealtad hecha por su progenitor, hecho que provocó la reacción de Tamerlán. El caudillo mongol encontró ayuda en Shāh Yahya y otros príncipes muzafáridas, encarcelando a Zayn al-´Ābidin y, tras someterse a Tamerlán, Shāh Yahya fue confirmado en su cargo y le fue concedida Shiraz, antes que el caudillo volviera a Transoxiana.
Los muzafáridas reprendieron rápidamente sus conflictos, Shāh Mansūr terminó prevaleciendo sobre sus hermanos y Zayn al-´Ābidīn, que logró escapar de la cárcel, pero su propuesta de formar una alianza contra Tamerlán no prosperó; su ejército, debilitado por las deserciones, fue derrotado por Tamerlán en el año 1393 quien, molesto por la afrenta de los muzafáridas, los purgó mandando a Zayn al-´Ābidīn y a Sultān Shibli —hijo de Shāh Shuyā— a Samarcanda.

## Cronología de gobernantes
- Mubarriz al-Dïn Muhammar ibn al Muzaffar (1314-1358).
- Qutb al-Dïn Shāh Mahmūd (1358-1366, en Ispahán hasta 1375).
- Abū´l Fawaris Jamāl al-Dïn Shāh Shujā (1358-1364 en Ispahán hasta 1375).
- Mujāhid al-Dïn Zayn al-‘Ābidīn ‘Alī (1384-1387) bajo la dinastía timúrida, fue destronado por Tamerlán.
- ´Imād al-Dïn Sultān Ahmad (en Kermán 1387-1391).
- Mubarriz al-Dïn Shāh Yahya (en Shiraz 1387-1391).
- Shāh Mansūr (en Ispahán 1391-1393).